# Бачинский, Алексей Иосифович
Алексе́й Ио́сифович Бачи́нский (21 марта [2 апреля] 1877 или 2 апреля 1877, Холм, Люблинская губерния — 31 июля 1944, Москва) — советский физик, профессор Московского университета (1918), доктор физико-математических наук (1934). После окончания Московского университета (1899) работал там же. В 1930 потерял зрение и вынужден был оставить преподавательскую работу, однако продолжал научные исследования. Основные труды по молекулярной физике и термодинамике. В 1901 опубликовал первые две работы: «К динамической теории электричества» и «О законе изменения вязкости ртути с температурой». Работы Бачинского по изучению поверхностного натяжения и вязкости жидкостей сохранили свою ценность до настоящего времени. Бачинский установил носящий его имя закон вязкости жидкостей (1912). Ряд работ Бачинского посвящён изучению зависимости давления насыщенных паров от температуры. Автор нескольких учебников по физике.

## Биография
Алексей Бачинский родился 21 марта (по старому стилю) 1877 года в городе Холм Люблинской губернии Российской империи в семье учителя математики, украинца, переселившегося в Россию из Австро-Венгрии. В 1886—1895 годах обучается в холмской гимназии, по окончании которой приезжает в Москву и поступает на математическое отделение Физико-математического факультета Московского университета. В 1899 году заканчивает университет и остаётся на кафедре физики. Уже в следующем году печатаются его первые две научные работы. В 1907 году был утверждён приват-доцентом Московского университета. В 1918 году состоит в должности профессора физики Московского университета и читает спецкурсы по термодинамике, статфизике и проч. разделам физики. В 1930 году в результате тяжёлой болезни теряет зрение и прекращает педагогическую работу, однако, с помощью дочери продолжает заниматься наукой вплоть до своей кончины.
Работы относятся по молекулярной физике и термодинамике, в частности по изучению поверхностного натяжения и вязкости жидкостей, зависимости давления насыщенных паров от температуры. Установил (1912 г.) закон вязкости жидкости (закон Бачинского).
Один из организаторов первого советского научно-педагогического центра — Центрального физико-педагогического института (1919 г.). Автор школьных программ и многих учебников. В учебниках «Физика для средних учебных заведений» (в. 1-3, 1915-18 гг.) и «Физика в трёх книгах» (1925; 1931 гг.) впервые для объяснения физических явлений последовательно использовались положения молекулярно-кинетической и электронной теорий, большое место уделялось законам сохранения; важным методом изложения учебного материала служил тщательно разработанный эксперимент. Связь теории с практикой устанавливалась через целесообразно подобранные, чётко и ясно описанные опыты и примеры из техники, жизни природы, повседневной практики. Учебники и учебные пособия, созданные Бачинским, издавались вплоть до появления в начале 1930-х гг. стабильных учебников по физике и оказали значительное влияние на преподавание физики в средней школе.
Бачинский — автор одного из первых задачников по физике для школ 2-й ступени (1923, 1928), а также соавтор справочников по этому предмету для учителей и учащихся (1928, 1941, 1951-52). Инициатор выпуска и научный редактор «Рабочей школьной библиотеки» (1926-31) — серии книг по физике и технике для учащихся.
Похоронен на Ваганьковском кладбище.